# Diosso
Diosso és una ciutat de la República del Congo, situada a uns 25 quilòmetres al nord de Pointe-Noire al departament de Kouilou al llarg de la carretera nacional 5. Va ser la capital del regne de Loango i és la llar del mausoleu dels seus governants. Els missioners catòlics romans estaven actius a Diosso, que tenia un palau reial.

## Congost de Diosso

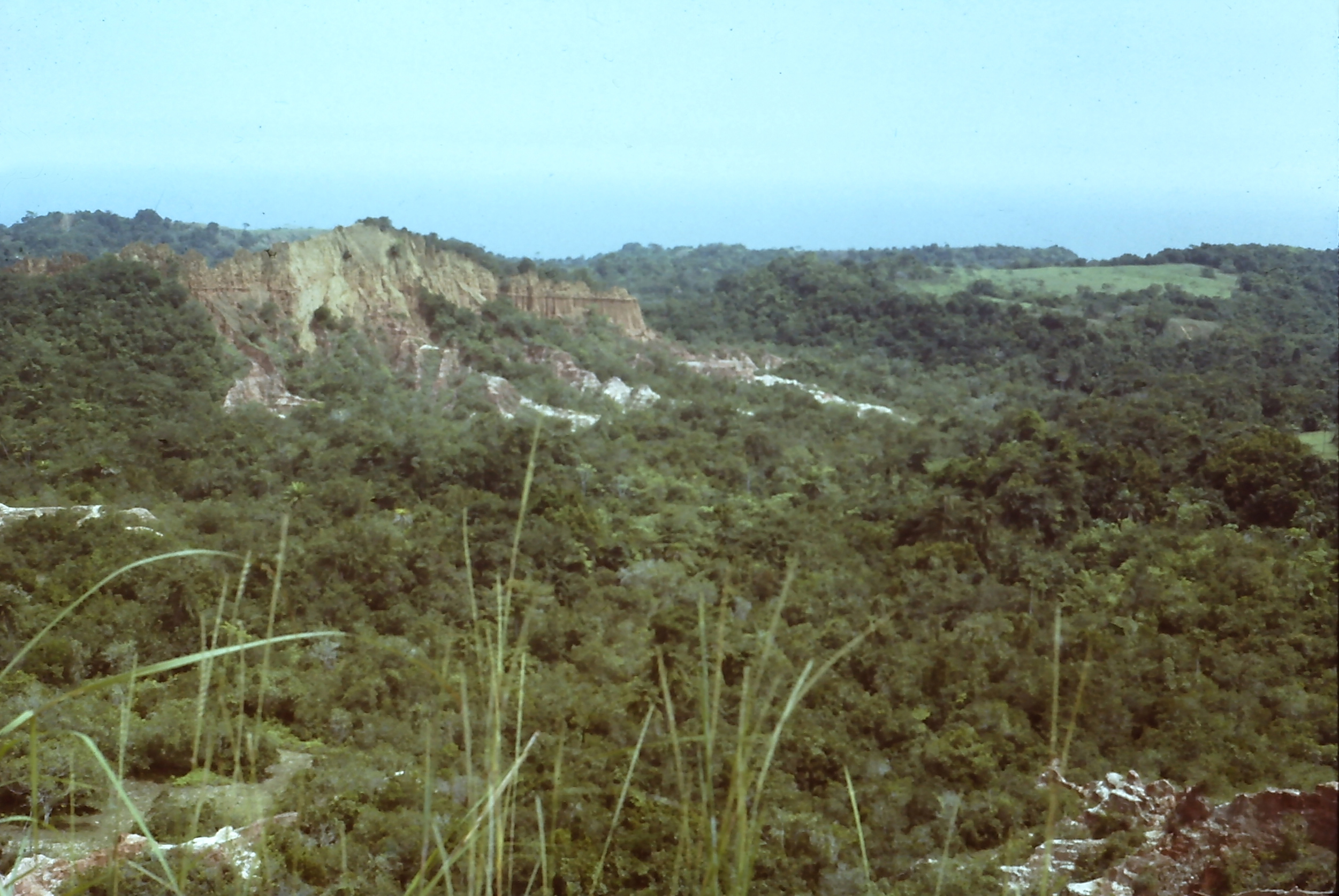
Congost de Diosso, 1983.
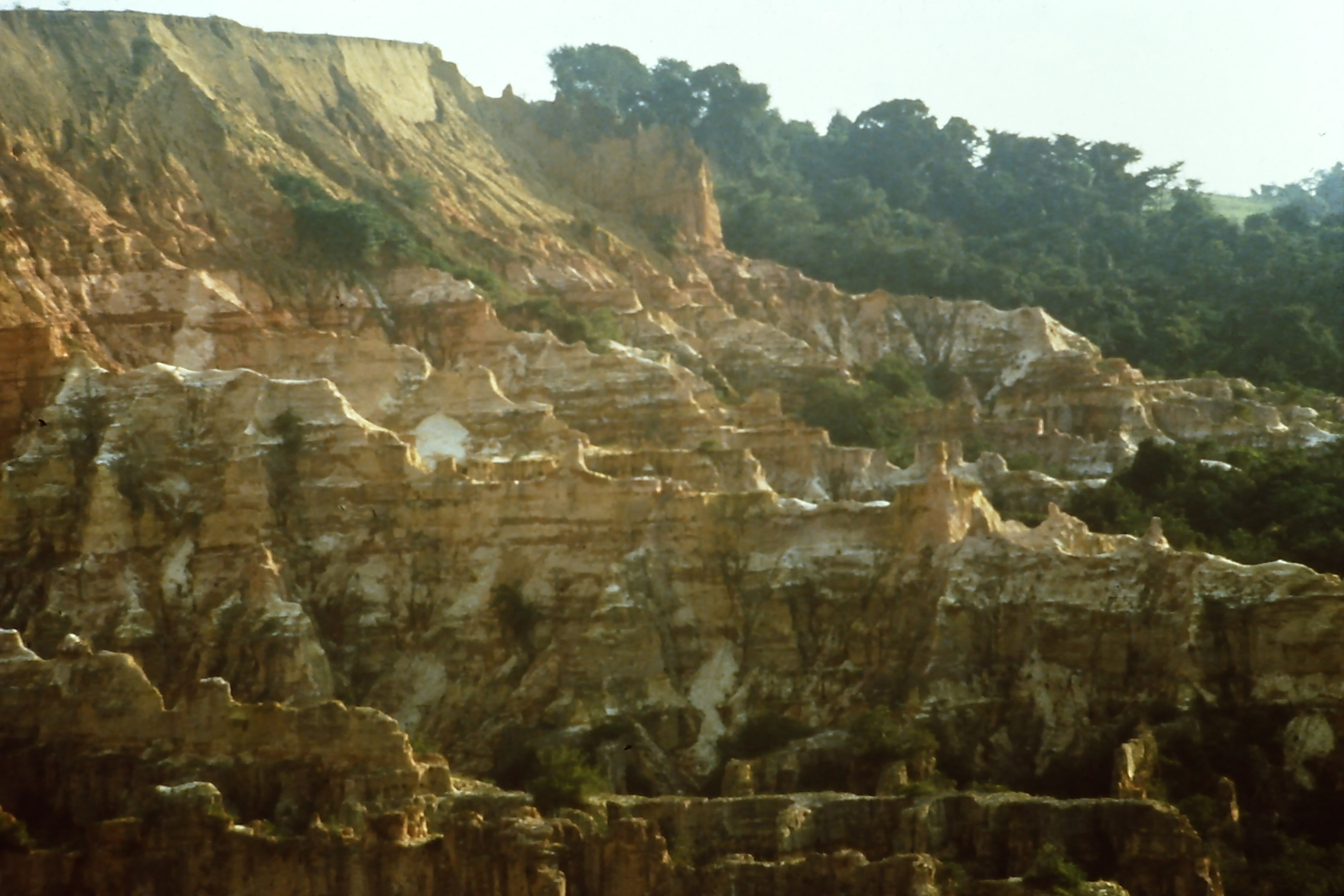
Les gorges de Diosso.

L'erosió a la zona ha creat el congost de Diosso, conegut com el "Gran Canó del Congo". També s'ha anomenat Amfiteatre Diosso. Dins de la selva tropical del congost, hi ha carenes de roca i penya-segats de roca vermella, que poden arribar fins a 50 m d'alçada. El New York Times va descriure Diosso Gorge com "un impressionant congost de penya-segats rosats enfonsats coberts amb la selva verda de l'Àfrica Central". Segons els informes, Gamissamy Issanga, el director de medi ambient del ministeri d'investigació del Congo, va aprovar un cop l'abocament d'1 milió de tones de petroli, àcids i dissolvents al congost. Es diu que el congost està habitat per l'esperit femení de Mboma, que pren la forma d'una serp.

## Centre de rehabilitació de ximpanzés Tchimpounga
El Centre de rehabilitació de ximpanzés de Tchimpounga (anteriorment el Santuari de ximpanzés de Tchimpounga), establert el 1992 per protegir els ximpanzés orfes, és a prop. Construït per l'empresa petroliera Conoco per a JGI, Tchimpounga és considerat el santuari de ximpanzés més gran del continent africà, tractant uns 125 simis.

## Museu Regional de Mâ-Loango

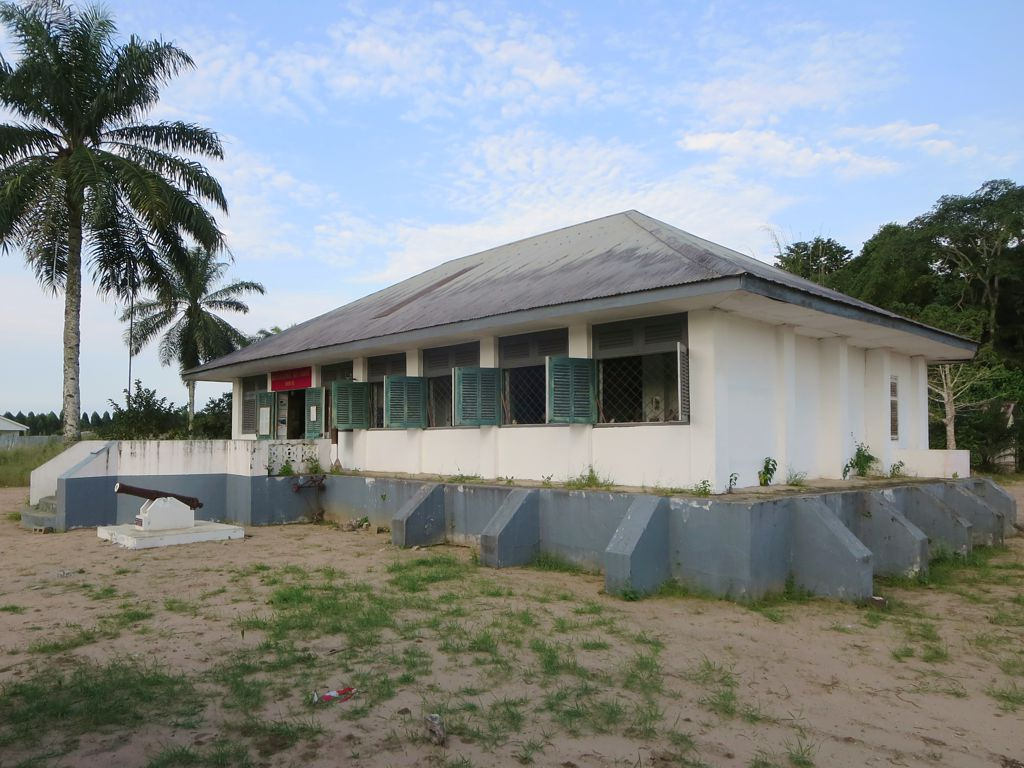
Museu Regional de Ma-Loango

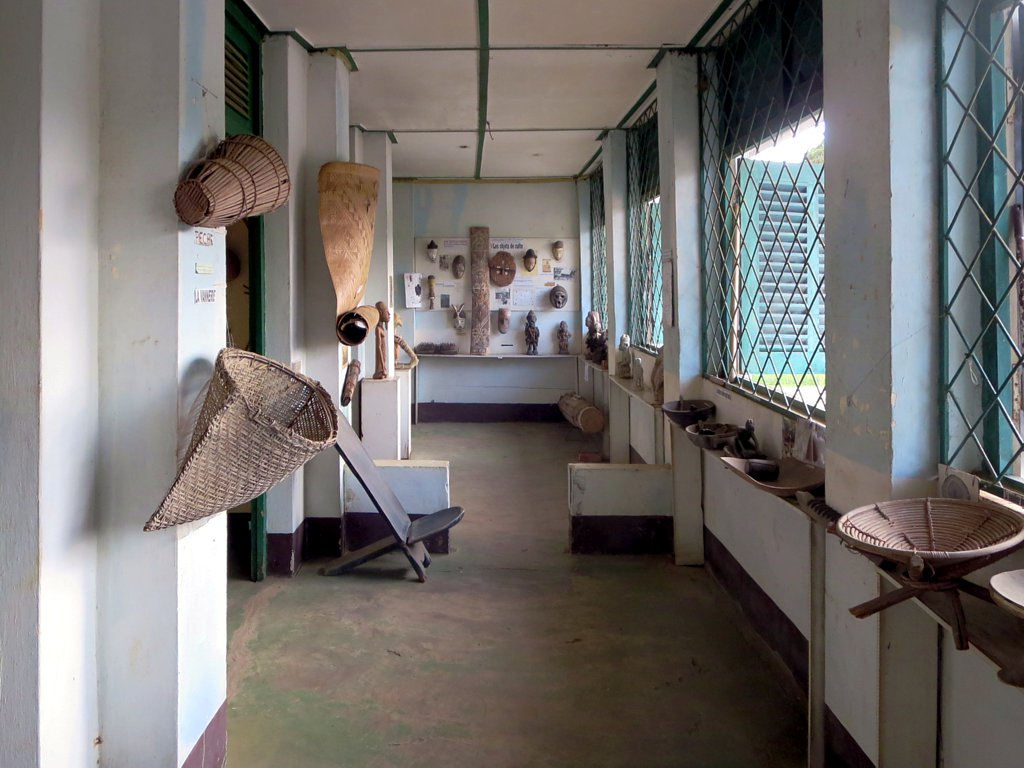
Exposicions del Museu Regional de Ma-Loango

Fundat el 1982, l'etnografia i la història del Regne de Loango es mostra al Museu Regional de Mâ-Loango, situat a Diosso. El museu és una institució pública i, com a delegació regional, es va fundar amb l'objectiu de protegir el patrimoni cultural. Recull i exposa objectes d'importància històrica, arqueològica, etnogràfica i artística, i està situat en un palau que va ser habitat per Ma Moe Loango Poaty III, rei (1931-1975) del regne de Loango. El museu té 20 m de llarg per 11 m d'ample i conté habitacions, passadissos, dormitoris i el bany del rei. Totes aquestes sales s'han transformat en sales d'exposició o estan en reserva.
Hi ha més de 300 exposicions i documents, així com una dotzena de col·leccions diferents, que il·lustren esdeveniments històrics i documents que mostren l'evolució de la societat congolesa. Es mostren objectes de gran valor artístic al costat d'objectes més senzills relacionats amb la vida quotidiana que es consideren importants en l'estudi dels antics congolesos. Les eines de treball tradicionals inclouen aixades, destrals, ganivets, manxes de fusta, carabasses i aces. La joieria i la roba tradicional inclouen tapisseries, tocats i el vestit de Tchikumbi. Els articles domèstics es caracteritzen per una estora de jonc, així com palla i estris de cuina. Les armes i les trampes inclouen llances, ganivets, ballestes, campanes de fusta de caça, trampes de vímet de caça i xarxes. Els objectes de culte tradicionals inclouen les estatuetes de pedra, la màscara Punu, la màscara Kidumu, així com les figuretes de Kebe Kebe i Mboumba. Els instruments musicals tradicionals són el Yombe i el Dondo.